# ОМО (мова)
ОМО —  міжнародна штучна мова, розроблений в Єкатеринбурзі в 1910 році у  В. Венгеровим.

## Історія мови
Автор проєкту —  В. Венгеров, за професією — лісознавець, відомий також як художник (його картини в даний час зберігаються в  Пермській художньої галереї). У жовтні 1910 року в друкарні Якова Шубіна вийшла перша книга — підручник мови, під назвою «Проєкт наукової та міжнародної мови». Цей проєкт був представлений автором вченим, розісланий в бібліотеки і навіть піднесений Імператору. Перша світова війна, революція і громадянська війна перервали процес розвитку лінгвопроєкту. Тим не менш, деяку підтримку проєкт отримав. І в 1927 році двохтисячним тиражем вийшов другий підручник: «ОМО — мова Людини» (240 сторінок). На перших 60 сторінках викладалася структура і граматика мови, друга частина містила в собі словник коренів. Після цього з'явилася велика кількість гуртків омістів, ОМО пвикладався (у факультативному порядку) в деяких навчальних закладах. Було створено об'єднання — «Оміат» і його керівний орган. У 1928 році В. Ф. Куренщіковим були видані накладом 5000 прим. кожна серія листівок з видами Уралу (автором фото був В. Венгеров). Видавалися також листівки в друкарні «Граніт». На цих листівках була реклама ОМО. В кінці 20-х і початку 30-х років Оміат налічував близько 1000 членів. Однак пізніше у зв'язку зі зміною ситуації в країні діяльність руху омістів була припинена. Відновилася вона лише в 1950-х роках. В. Венгеров відновив пропаганду свого проєкту в колах інтерлінгвістів, звертався він і до керівництва країни. Незважаючи на деяку підтримку, в тому числі з боку влади, рух омістов так і не відродилося в колишньому обсязі, а після смерті В. Венгерова в 1959 році припинилося. У 1980-х роках знову з'явився інтерес до цієї мови, членами Свердловського есперанто-клубу були проведені дослідження історії. У ряді газет були опубліковані статті, доповіді представлялися на лінгвістичних конференціях. Були знайдені носії мови. Проте вивчення ОМО велося лише як вивчення лінгвопроєкту.

## Алфавіт і читання
Алфавіт ОМО побудований на основі  латинського.
- A ―А,
- B ―Б,
- С ― Ц,
- D ― Д,
- E ― E,
- F ― Ф,
- G ― Г,
- H ― Х,
- I ― І,
- J ― Ж,
- К ― K,
- L ― Л,
- M ― M,
- N ― Н,
- О ― О,
- Р ― П
- Q ― Ч,
- R ― P,
- S ― C,
- T ― T,
- U ― У
- V ― В
- Х ― Ш
- Y ―Й чи Ь,
- Z ― З

В алфавіті 25  букв, які відповідають 25 звукам. Кожній літері відповідає один звук. Досить незвичайною для есперанто особливістю ОМО є наявність, крім латиниці, другого, власного алфавіту. Таким чином, писати на ОМО можна як в «міжнародному», так і в оригінальній  транскрипції.
Наголос в повних основних словах падає на передостанню голосну букву (як і в есперанто).

## Словниковий склад
Велика частина словника складається з романських і німецьких коренів, а також з інтернаціоналізмів  латинського походження. Є невелика кількість основ, запозичених зі слов'янських мов або через їх посередництво.

## Морфологія і граматика
Слова утворюються з'єднанням коренів і приєднанням до кореня закінчень, рефіксів (їх є 23) і суфіксів (66).

## іменник
Закінчення іменників в однині — o. Кінцеве o основних слів може не вживатися: saluto = salut. Наголос при цьому залишається.
Закінчення  знахідного відмінка — n, коли відсутня точніша вказівка на об'єкт дії і при цьому додаток стоїть попереду доповнюється: petey len = petey le (просити його); portey katon = portey kato (нести кішку). Але: len petey, katon portey.
Закінчення іменника у множині — i: lomo людина — lomi люди, xtono камінь — xtoni камені.
Коли підмет та присудок однакові, при зворотному порядку слів перед присудком ставиться частка yu: kavalo es zoo = yu zoo es kavalo (кінь-тварина).

## прикметник
Закінчення прикметника (по числах не змінюється) — a.
Активне  причастя:-inta,-anta,-onta.
Пасивний дієприкметник:-ita,-ata,-ota.
Активний інфінітив:-ey (libey любити).
Пасивний інфінітив:-ety (libety бути любимим).
При введенні в Інфінітив ознак часу e переходить в a (теп. час), I (мин. час), O (майб. час): Mi volas lektay я хочу читати (зараз); Mi volas vuroy en Ameriko я хочу їхати в Америку (в майбутньому); Mi volis qeesiy я хотів бути присутнім (в минулому).
При бажанні вказати в інфінітиві дійову особу, до закінчення додають відповідний особовий займенник: Mi ziras lektayti я бажаю, щоб ти читав тепер; Laveymi мені мити.
Щоб особливо відзначити зв'язок часів, замість es можна вживати is (мин. час), As (теп. час), os (майб. час): Li es gaya він веселий (завжди, за складом характеру); Li as gaya він веселий (зараз); Otto es felqulo Отто щасливець (завжди); Otto as felqulo Отто щасливець (зараз).
Ступені порівняння: plu слово kam і maplu слово kam: Su es plu bona, kam tuo.
Найвищий ступінь: pley і mapley: Pley bona parko in la urbo.